# 니시야마텐노잔역
니시야마텐노잔역(일본어: 西山天王山駅, にしやまてんのうざんえき)은 일본 교토부 나가오카쿄시에 있는 한큐 전철 교토 본선의 역이다. 역 번호는 HK-76이다.

## 개요
2013년 12월 21일에 개통한 한큐 전철 전 구간에서는 가장 새로운 역이다. 나가오카텐진 역과 오야마자키 역 사이의 교토 종관 자동차도와의 교차 지점에 설치되었다.

## 역사
- 2013년 12월 21일: 영업 개시.

## 역 구조
상대식 승강장 2면 2선의 지상역이다.
개찰구는 동서에 2곳 있어 서로의 승강장은 지하도로 연결된다. 또한, 승강장과 개찰구를 잇는 엘리베이터가 2기, 에스컬레이터가 4기 설치되어 있다.
역사는 일본식을 기조로 하면서도 현대풍으로 편곡한 "모던 아웃"을 기본 컨셉으로 한다. 고속도로 고가 밑의 입지 때문에 역사 정면은 유리로 처리되어 외광을 더 많이 채택하는 구조이다.
또한, 역의 정비에 즈음해서 역사 정비 비용의 약 20억엔은 한큐 전철과 나가오카쿄 시가 반분하여 역전 광장은 시가 부담한 비용으로 정비되었다.
바로 위를 달리는 교토 종관 자동차 도로에는 본 역의 개업에 맞추어 새롭게 "고속 나가오카쿄 버스 스톱"을 설치하여 엘리베이터를 통해 본 역의 동쪽과 연결된다.

### 승강장
| 번호 | 노선        | 방향 | 행선                                                               |
| ---- | ----------- | ---- | ------------------------------------------------------------------ |
| 1    | ■ 교토 본선 | 상행 | 나가오카텐진・가쓰라・아라시야마・가라스마・교토 방면              |
| 2    | ■ 교토 본선 | 하행 | 오사카 (우메다)・아와지・덴가차야・기타센리・고베・다카라즈카 방면 |

## 역 주변
광범위하게 주택가가 이어지고 있다.
- 교토 종관 자동차도 나가오카쿄 나들목・나가오카쿄 버스 스톱(본 역의 히가시구치와 엘리베이터로 직결)
- 덴노 산(고쿠라 신사의 등산로의 가장 가까운 역)
- 나가오카 헬스 케어 센터(나가오카 병원)
- 산토리 주류 교토 맥주 공장
- 무코마치 경찰서 니시야마텐노잔 파출소
- 엔묘지 우체국
- 교토 부립 니시오토쿠니 고등학교
- 리쓰메이칸 중・고등학교(2014년 9월 1일에 교토시 후시미구에서 이전)
- 교토 부도 10호 오야마자키오에다 선
- 교토 부도 67호 니시쿄타카쓰키 선
- 교토 부도 204호 오쿠카이인지노소 선

## 사진

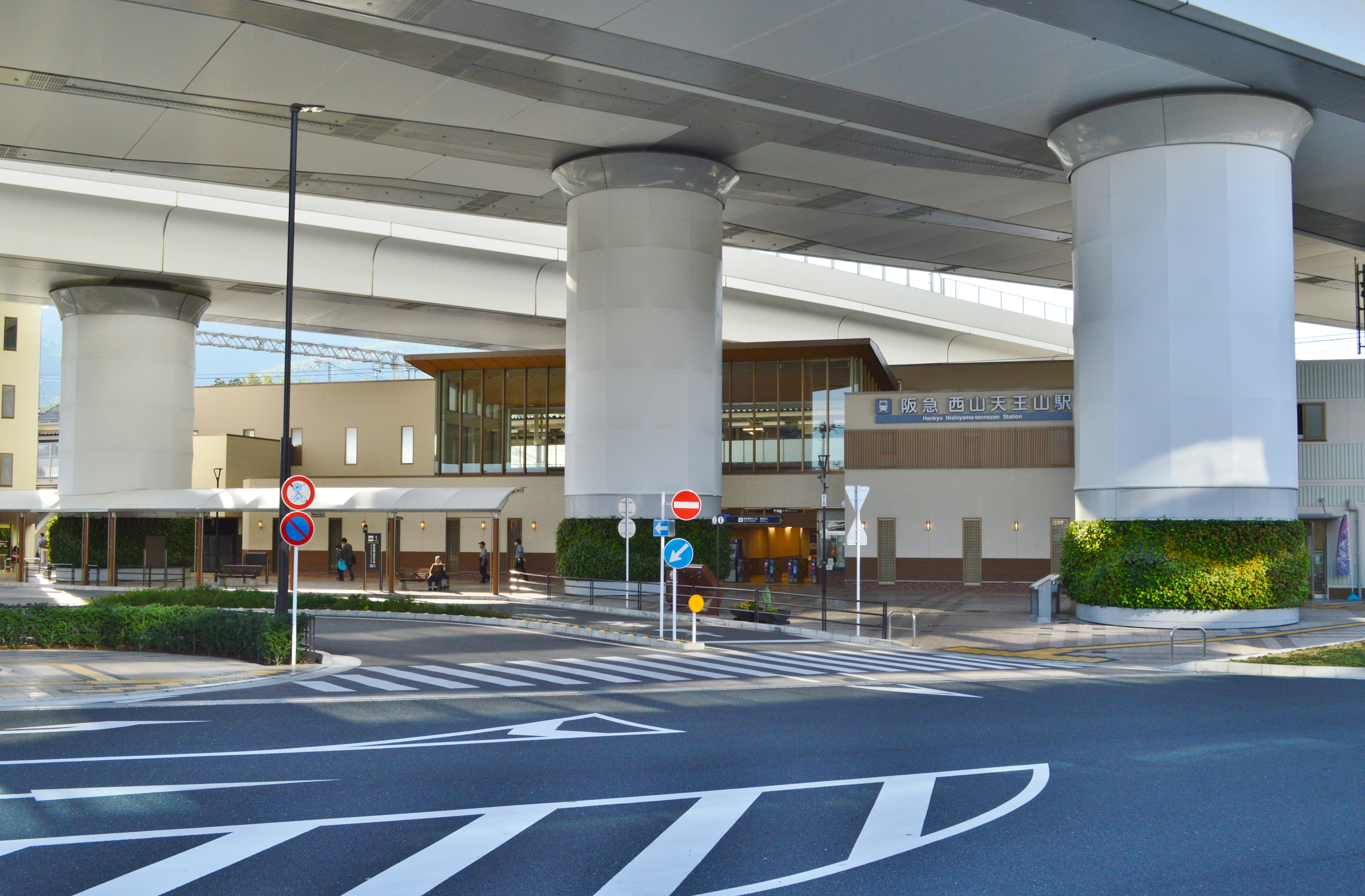
역전 로터리
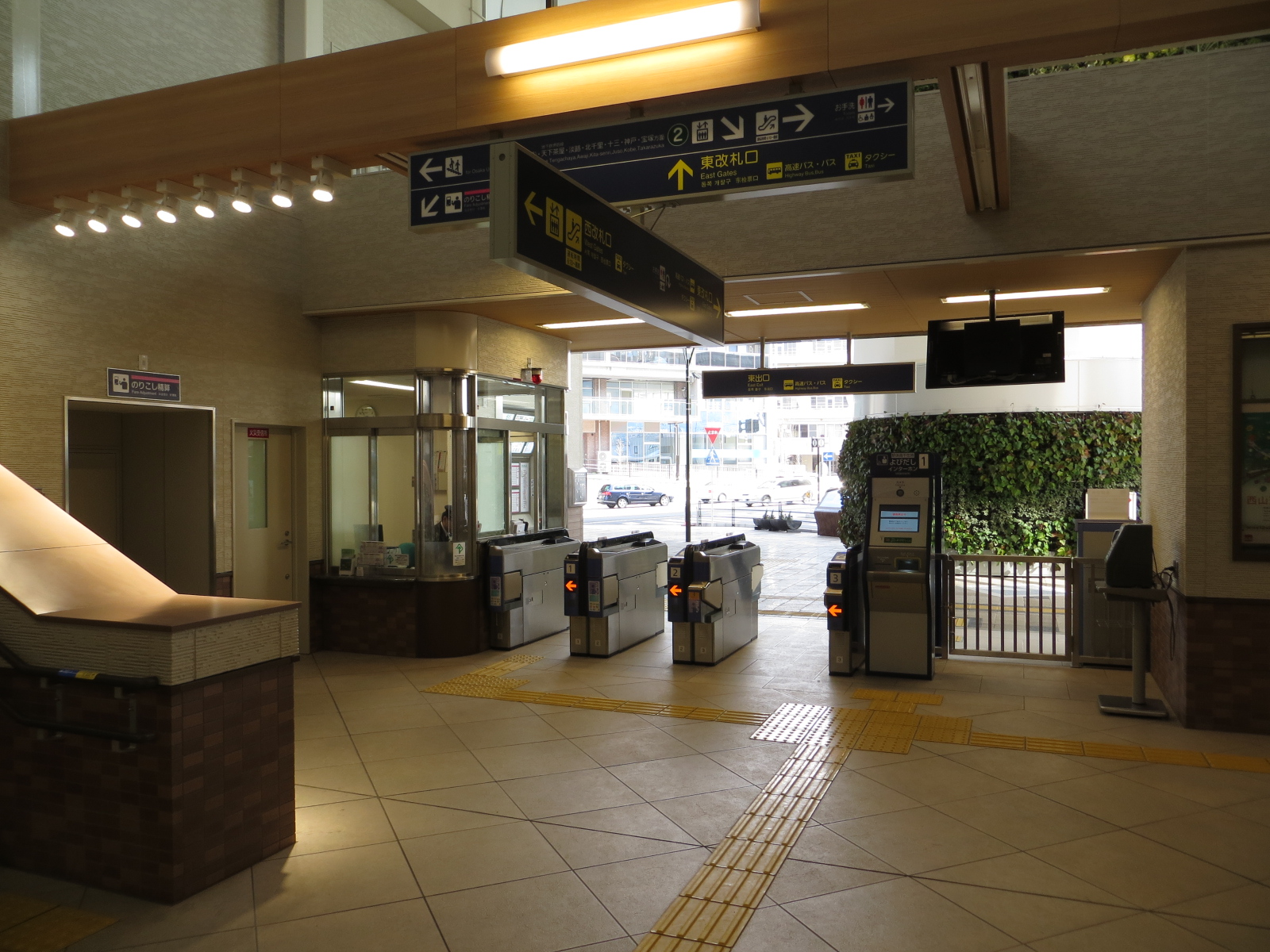
개찰구
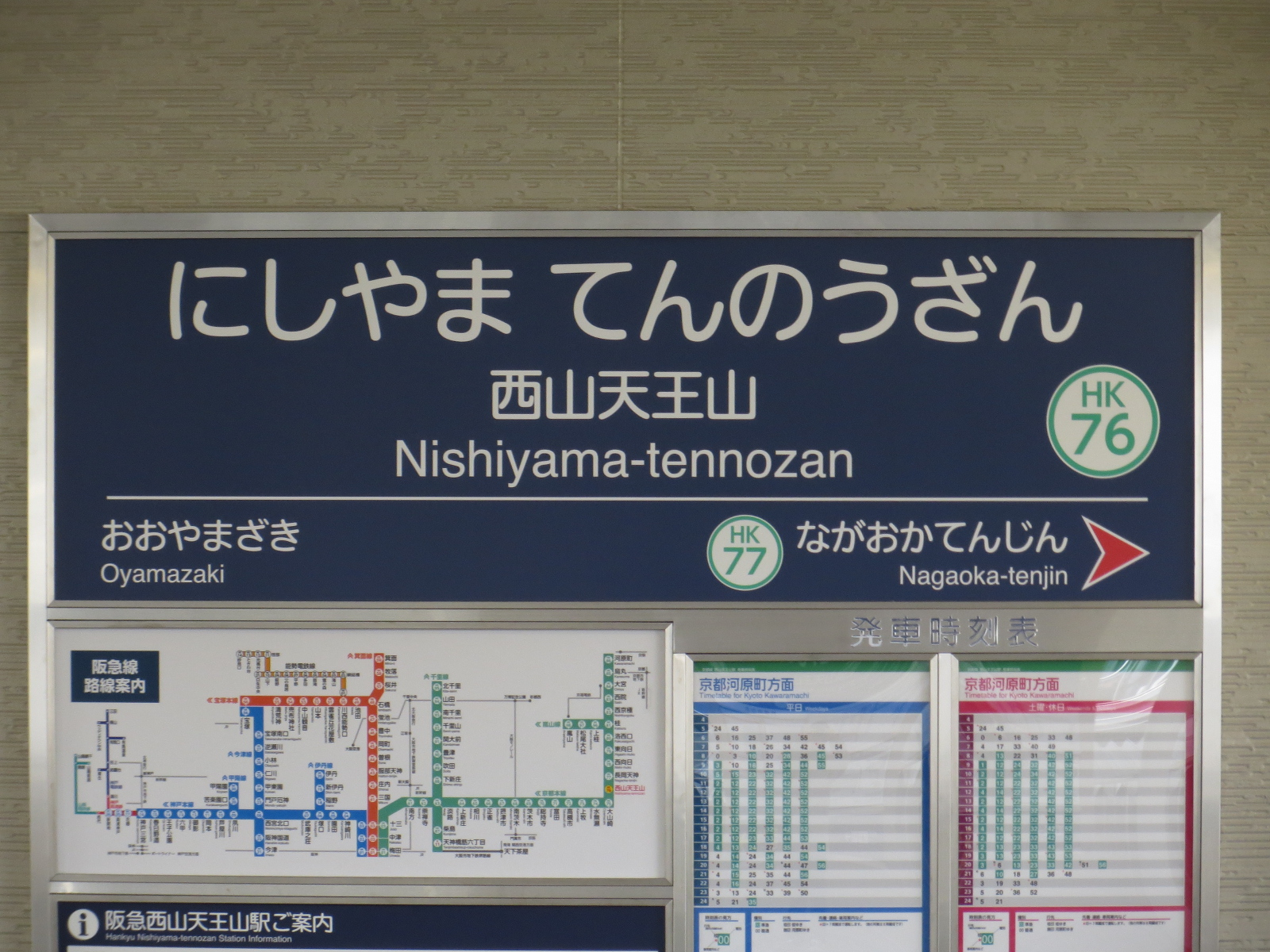
역명판

## 인접역
| 한큐 전철 ■ 교토 본선        | 한큐 전철 ■ 교토 본선 | 한큐 전철 ■ 교토 본선              |
| ---------------------------- | --------------------- | ---------------------------------- |
| HK-75 오야마자키 우메다 방면 | ■ 준급 ■ 보통         | 나가오카텐진 HK-77 가와라마치 방면 |